# تشاوايوات سراينونغ
تشاوايوات سراينونغ (بالتايلندية: ชญาวัต ศรีนาวงษ์)‏ (12 يناير 1993 ببانكوك في تايلاند - ) هو لاعب كرة قدم تايلندي في مركز الهجوم. شارك مع منتخب تايلاند تحت 20 سنة لكرة القدم ومنتخب تايلاند تحت 23 سنة لكرة القدم. أما مع النوادي، فقد لعب مع نادي موانغتونغ يونايتد وPTT Rayong F.C. ‏ وBangkok Christian College F.C. ‏ وNakhon Ratchasima F.C. ‏ وPattaya United F.C. (2008) ‏ وإف سي بانكوك وNakhon Nayok F.C. ‏.

## وصلات خارجية
- تشاوايوات سراينونغ على موقع قاعدة بيانات كرة القدم.إي يو (الإنجليزية)
- تشاوايوات سراينونغ على موقع Soccerway.com (الإنجليزية)
- تشاوايوات سراينونغ على موقع عالم كرة القدم.نت (الإنجليزية)